# 环己二烯
环己二烯可能指，早期命名中无芳香性的环己二烯也曾被扣草头帽子称作“芑”（继续使用该字不会产生歧义，但可能产生误导）：
- 1,2-环己二烯 CAS号：14847-23-5
- 1,3-环己二烯 CAS号：592-57-4
- 1,4-环己二烯 CAS号：628-41-1